# Найза
Найза (каз. Пика, копьё) — реактивная система залпового огня, разработанная израильской фирмой Солтам совместно с ПЗТМ для казахстанской армии.

## История создания
Реактивная система залпового огня «Найза» была разработана в 2007 году при участии специалистов израильской корпорации «Israel Military Industries», производство было освоено в 2008 году Петропавловским заводом тяжелого машиностроения (АО «ПЗТМ»). Демонстрационный образец РСЗО поступил на испытания 12-й механизированной бригады в мае 2008 года.
РСЗО «Найза» была принята на вооружение казахстанской армии в 2008 году. Первые две машины поступили в войска в ноябре 2008 года.
В ходе испытаний были выявлены некоторые конструктивные недостатки системы: в частности, было установлено, что установка способна вести огонь 122-мм реактивными снарядами «Град» и 220-мм реактивными снарядами «Ураган», но не может вести огонь израильскими снарядами LAR-160.

## Тактико-технические характеристики
РСЗО «Найза» является многокалиберной системой и способна вести огонь несколькими различными типами боеприпасов:
- 122-мм «Град»;
- 220-мм «Ураган»;
- 240-мм «EXTRA» (Extended Range Artillery tactical-range artillery missile);
- 300-мм «Super EXTRA»;
- крылатые ракеты «Далила» (IMI Delilah)

Дальность стрельбы (13—180 км) различается в зависимости от типа применяемых боеприпасов.
РСЗО «Найза» оснащена автоматической системой управления и командования С2.
Стоимость одной РСЗО составляет около 600 000 долларов США.
В состав дивизиона РСЗО «Найза», помимо многоцелевых ракетных пусковых установок, входят автоматизированная система управления огнём артиллерии, транспортно-заряжающие машины, автоматизированная метеостанция, цифровые средства связи, ЭВМ, лазерные дальномеры для ведения разведки, средства для подготовки и передачи исходных данных для стрельбы в автоматизированном режиме, спутниковые и инерциальные системы навигации, а также беспилотные летательные аппараты.
- БПЛА Hermes-450;
- БПЛА Orbiter;
- БПЛА Сункар.

## Операторы
- Казахстан — 18 ПУ по состоянию на 2012 год